# Concilio di Melfi I

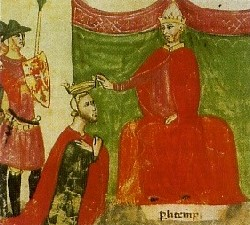
Roberto il Guiscardo nominato duca da Papa Niccolò II

Il concilio di Melfi I fu convocato da papa Niccolò II.
Il concilio (o sinodo) si tenne dal 3 agosto al 25 agosto 1059; riunisce tutti i vescovi latini del Mezzogiorno e vi parteciparono un centinaio tra cardinali, abati, religiosi e nobili.
Il primo concilio di Melfi fu preceduto dal trattato di Melfi e si concluse con il concordato di Melfi.
Papa Niccolò II, durante il primo concilio di Melfi, nomina Roberto il Guiscardo duca di Puglia e Calabria e poi di Sicilia.
Dell'altro principe, Riccardo I conte di Aversa, nominato nella stessa assise principe di Capua, non resterà traccia per i posteri.
Nell'iconografia resta in evidenza la casata Altavilla e viene oscurata la rivale casata Drengot, che (alla fine) soccomberà a quella rivale.

## Gli aspetti organizzativi
In vista dell'organizzazione degli accordi e del primo concilio di Melfi, Niccolò II nel giugno del 1059 si recò a Melfi, nella capitale della Contea di Puglia, e si trattenne nella rocca fortificata per oltre due mesi dell'estate, per definire con i capi delle casate Altavilla e Drengot Quarrel un trattato, oltre che un concordato, e per indire il concilio stesso.
L'alleanza tra la Chiesa e i normanni avvenne tramite l'abate di Montecassino, Desiderio di Benevento, futuro papa Vittore III. Le trame dell'accordo furono tessute da Godano o Gelaldo, vescovo di Acerenza, legato a Roberto il Guiscardo. La principessa Sichelgaita di Salerno riservò al pontefice un'accoglienza maestosa, organizzò il sinodo e preparò lo svolgimento degli incontri che portarono al trattato di Melfi e al concordato di Melfi.
Mentre il thema di Basilicata scomparve, Baldovino, vescovo di Melfi, ospitò il pontefice, che era accompagnato da Ildebrando di Soana, dal cardinale Umberto di Silva Candida e dall'abate Desiderio di Montecassino.
Un ritratto del pontefice, realizzato nel periodo 1748-1765, sarà esposto nella cattedrale di Melfi a ricordo dell'avvenimento.

## Gli accordi di Niccolò II: concilio, trattato e concordato

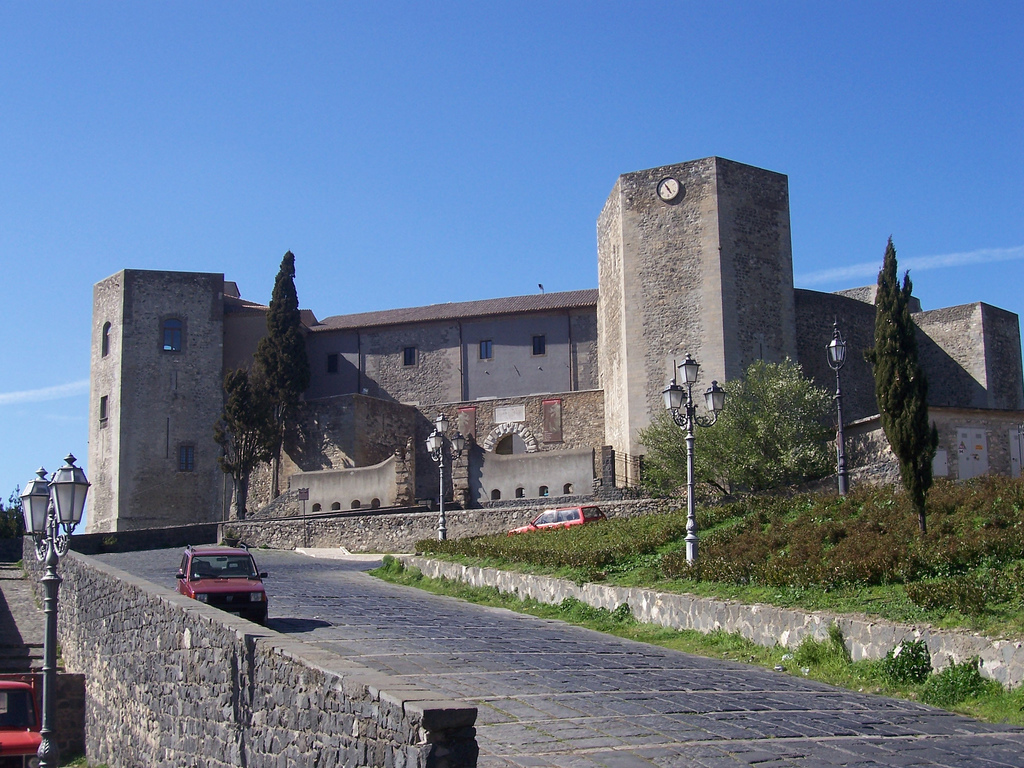
Veduta del castello di Melfi (Potenza), sede di tutti i concili

| Tipo di accordo         | Partecipanti                                                               | Date di svolgimento | Provvedimenti principali                                                                                           |
| Primo concilio di Melfi | Desiderio di Montecassino - Ildebrando di Soana - Umberto di Silva Candida | 3 - 25 agosto 1059  | Riconoscimento delle casate normanne Altavilla e Drengot.                                                          |
| Trattato di Melfi       | Roberto di Altavilla, Riccardo I di Aversa                                 | 24 giugno 1059      | Niccolò II nomina Riccardo I Principe di Capua e Roberto il Guiscardo duca di Puglia, Calabria e Sicilia.          |
| Concordato di Melfi     | Roberto di Altavilla, Riccardo I di Aversa                                 | 23 agosto 1059      | al pontefice rimane la città di Benevento, con i territori entro 10 miglia e va alla casa Altavilla il principato. |

## Gli aspetti religiosi
Il concilio di Melfi I è il primo sinodo che si tiene dopo lo scisma, in un periodo di rapporti tesi fra le Chiese d'Oriente e d'Occidente. Riafferma l'osservanza del celibato in un'area in cui i preti usano prendere moglie, sancisce il divieto di assistere ai riti celebrati dai sacerdoti concubinari e depone i vescovi simoniaci.
Il sinodo discute della elezione dei futuri pontefici e conferma le norme approvate nell'aprile del 1059 dal sinodo Lateranense (bolla In Nomine Domini per l'elezione ai soli cardinali vescovi), che aboliscono il privilegium ottonianum. 
L'assise rivendica i diritti del Papato sulle provincie ecclesiastiche di rito bizantino nel sud Italia; avvia una lotta per far scomparire la gerarchia bizantina (dopo l'arbitraria modifica dell'imperatore Leone III nell'ambito della lotta iconoclasta) e riportare tutta la Chiesa dl Meridione all'antica giurisdizione romana.
Il capo della Chiesa interviene su alcune strutture del clero di Basilicata, Campania e Puglia. Niccolò II eleva la diocesi di Acerenza ad arcidiocesi metropolitana e rende la diocesi di Melfi immediatamente soggetta alla Santa Sede. Il papa conferma i possessi di San Vincenzo al Volturno, fra i quali San Salvatore di Alife.
Niccolò II premia Desiderio di Benevento, ed eleva l'abate di Montecassino al cardinalato. Il papa respinge la donazione dell'abbazia di Calena allo stesso Desiderio, e riconosce l'autonomia da Cassino all'abate Adam per il monastero di Santa Maria sull'isolotto di San Nicola delle Tremiti, ove aveva soggiornato lo stesso Desiderio.
Il pontefice depone Giovanni, arcivescovo di Trani, già ambasciatore a Costantinopoli, ove aveva ottenuto il titolo di sincello (vicario generale) da Isacco I Comneno. Egli era titolare anche della Chiesa di Siponto e le mire per estendere la diocesi su questa cattedra provocano la deposizione: il papa lo sostituisce con Delio. Giovanni ebbe la sfortuna di ricevere la lettera dell'arcivescovo di Ocrida che diede inizio allo scisma.
Niccolò II emette a Melfi una bolla il 24 agosto 1059 che conferma, all'arcivescovo di Bari Nicola, le chiese di San Salvatore e di Santa Maria. Il papa conferisce un privilegio alla chiesa di Rutigliano e dichiara libera da giurisdizioni vescovili la cattedrale dei Santi Pietro e Paolo (l'attuale chiesa matrice).

## Gli aspetti politici
Niccolò II nella giornata conclusiva del primo concilio di Melfi, il 25 agosto 1059, concede solennemente l'investitura dei territori e consacra Riccardo I di Aversa, principe di Capua della casata Drengot Quarrel e Roberto il Guiscardo, duca di Puglia e Calabria, della casata Altavilla con la possibilità della conquista della Sicilia.
I capi delle casate si ergono a difensori della Chiesa, contro l'Impero bizantino e l'Impero di Germania. La conquista normanna si trasforma in guerra di liberazione delle terre meridionali e della Sicilia dalla Chiesa di Costantinopoli e dell'occupazione saracena in Calabria e nell'isola.
Niccolò II toglie la scomunica a Roberto il Guiscardo, lo riceve come suo fidelem, e lo benedice insieme alla consorte Sichelgaita. Il testo del giuramento del Guiscardo “Per grazia di Dio e di San Pietro Duca di Puglia e di Calabria e Duca futuro di Sicilia” sarà conservato negli archivi vaticani.

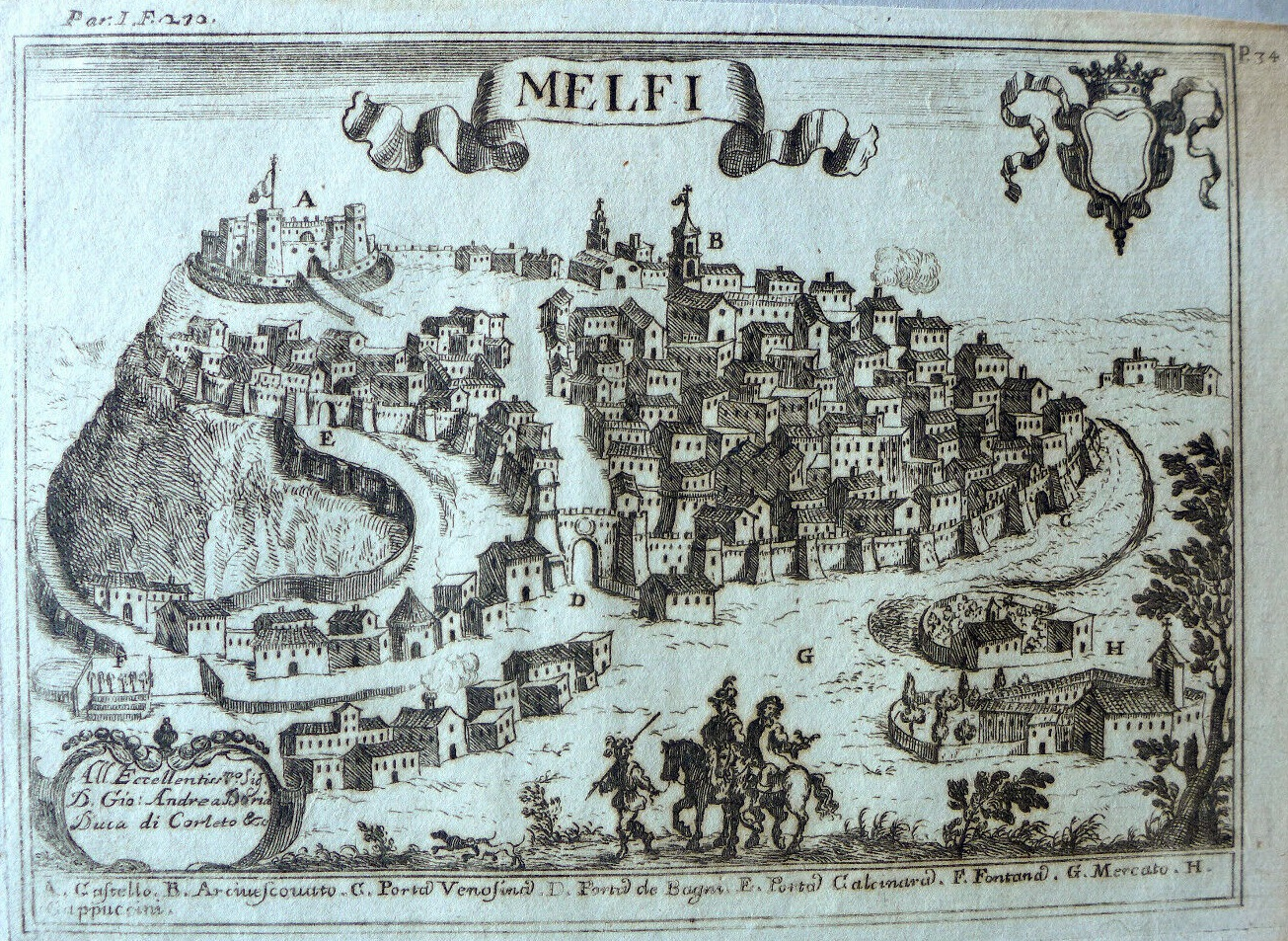
Antica stampa di Melfi (Potenza)

Roberto d'Altavilla si impegna a mostrarsi fedele verso il pontefice e i successivi papi, che gli avrebbero riconfermato l'investitura. Si obbliga a sostenerlo nel controllo del papato. Si impegna a non invadere o depredare lo Stato della Chiesa. Lo aiuterà a recuperare le regalie di san Pietro. Non presterà giuramenti ad altri se non con la riserva di fedeltà alla Chiesa. Tutto ciò avviene per suggellare gli accordi tra le parti stabiliti dal trattato e culminati con la stipula del concordato.
Si conclude, così, il primo dei cinque concili papali indetti nel castello di Melfi nel giro di 78 anni, tra il 1059 e il 1137, con la partecipazione attiva di cinque diversi pontefici, per discutere delle emergenze religiose e per verificare i rapporti fra il papato e i capi normanni.

## Il parere dello storico
In merito agli accordi di Melfi e al primo concilio di Melfi, lo storico Cosimo Damiano Fonseca, ne I Normanni popolo d'Europa, rileva che: “Assume significativo rilievo la formula del giuramento di Melfi del 1059 dove è possibile, tra l'altro, rinvenire le linee del programma di politica ecclesiastica di Roberto il Guiscardo".
A Melfi Roberto il Guiscardo si impegnava a rimettere tutte le chiese del suo dominio, insieme con i loro possedimenti, alla potestas del papa e di proteggerle nella fedeltà verso la Chiesa romana e di non giurare fedeltà ad alcuno “nisi salva fidelitate sancte Romane ecclesie.” (Italia Pontificia 1935, VIII, n. 14, p. 11)

## I successivi concili in Melfi
Ricordiamo i successivi: nel 1067 il concilio di Melfi II con il papa Alessandro II; nel 1089 il III sinodo di Melfi con Urbano II, poi Pasquale II nel 1101 al concilio di Melfi IV ed, infine, Innocenzo II nel 1137 al concilio di Melfi V, ultimo della serie.
La Chiesa non riconosce, invece, il concilio di Melfi del 1130, perché organizzato dall'antipapa Anacleto II.

## La cronologia dei concili papali di Melfi
| Concilio                  | Pontefice     | Data                       | Provvedimenti                                                                                          |
| Primo concilio di Melfi   | Niccolò II    | 3 - 25 agosto 1059         | È preceduto dal trattato di Melfi e si conclude con il concordato di Melfi.                            |
| Secondo concilio di Melfi | Alessandro II | 1º agosto - settembre 1067 | Scomunica Roberto il Guiscardo.                                                                        |
| Terzo concilio di Melfi   | Urbano II     | 10 - 17 settembre 1089     | Bandisce la prima crociata.                                                                            |
| Quarto concilio di Melfi  | Pasquale II   | agosto 1101                | Scomunica la città di Benevento. (La data è incerta)                                                   |
| Quinto concilio di Melfi  | Innocenzo II  | 4 - 18 luglio 1137         | Scomunica l'antipapa Anacleto II e delegittima Ruggero II Altavilla in favore di Rainulfo III Drengot. |